# Delmar (Alabama)
Delmar è un comune degli Stati Uniti d'America situato nella contea di Winston dello Stato dell'Alabama.